# Unterhaus (Borchen)
Das Unterhaus ist ein spätmittelalterlicher Adelssitz im Ortsteil Nordborchen der Gemeinde Borchen im Kreis Paderborn in Nordrhein-Westfalen.

## Geschichte
1430 belehnte der Kölner Erzbischof als Administrator des Bistums Paderborn Cord Friedrich und Johann von Oeynhausen mit einem Hof zu Nordborchen, der höchstwahrscheinlich mit dem Unterhaus gleichzusetzen ist. 1515 wurde bei einer Güterteilung Wulf von Oeynhausen mit den beiden Nordborchener Adelssitzen Oberhaus und Unterhaus belehnt. Diese damit begründete Nordborchener Linie des Oeynhausener Geschlechts erlosch 1657. Das Unterhaus kam an den Grevenburger Zweig der Familie von Oeynhausen. 1841 wurde es an private Hände verkauft und der Besitz parzelliert. Bis auf geringe Reste wurde die Burg 1896 abgerissen.

## Beschreibung
Das Unterhaus war ursprünglich eine fast quadratische Niederungsburg mit vier runden Ecktürmen und einer von der Altenau gespeisten Gräfte. Obertägig sind der Stumpf eines Eckturmes und unter einem modernen Giebeldach die Keller des Eckgebäudes erhalten. Der Wassergraben ist noch als Bodensenke sichtbar. Im Urkataster ist im südöstlichen Teil der Burg ein Wohngebäude eingezeichnet, das eine Seite der Anlage vollständig einnahm. Innerhalb der Burg standen damals noch zwei Wirtschaftsgebäude, ein weiteres lag außerhalb der Umwehrung.